# Slayed?
Slayed? es el tercer álbum de estudio de la banda de rock británica Slade, publicado el 1 de noviembre de 1972. Fue el primer álbum realmente exitoso de la banda, logrando llegar al tope de las listas de éxitos en el Reino Unido. Se mantuvo en dichas listas por un total de 34 semanas y logró un éxito moderado en los Estados Unidos. El álbum contiene dos de las más exitosas canciones en la historia de la banda, "Gudbuy t'Jane" y "Mama Weer All Crazee Now".

## Lista de canciones
1. "How D'You Ride" (Holder, Lea) – 3:12
2. "The Whole World's Goin' Crazee" (Holder) – 3:37
3. "Look at Last Nite" (Holder, Lea) – 3:06
4. "I Won't Let It 'Appen Agen" (Lea) – 3:17
5. "Move Over" (Janis Joplin) – 3:45
6. "Gudbuy T'Jane" (Holder, Lea) R.U. #2 – 3:34
7. "Gudbuy Gudbuy" (Holder, Lea) – 3:30
8. "Mama Weer All Crazee Now" (Holder, Lea) R.U. #1 – 3:44
9. "I Don' Mind" (Holder, Lea) – 3:06
10. "Let the Good Times Roll / Feel So Fine" (Shirley & Lee) – 3:45

## Créditos
- Noddy Holder – voz, guitarra
- Dave Hill – guitarra
- Jim Lea – bajo
- Don Powell – batería